# Martin Weibull (statistiker)
Martin Cornelius Weibull, född 25 februari 1920 i Lund, död 11 mars 1998 i Malmö, var en svensk statistiker. 
Martin Weibull var son till kaptenen Julius Oskar Elof Weibull och Elin Katarina Elisabet Faxe. Han var vidare sonson till historikern Martin Weibull samt brorson till historikerna Lauritz Weibull och Curt Weibull. Martin Weibull gifte sig 1948 med Margareta Neideman (1923–2016), med vilken han fick tre barn.
Efter studentexamen i Malmö 1938 studerade Weibull vid Lunds universitet med statistik som huvudämne. Han blev filosofie kandidat 1942, politices magister 1943, filosofie licentiat 1946 och slutligen filosofie doktor 1953. Redan från 1943 hade han haft anställning vid Statistiska institutionen och var från 1953 docent i statistik. Han var 1961–1985 universitetslektor i samma ämne och hade då även varit tillförordnad professor vårterminen 1954. Han undervisade bland annat om sannolikhetskalkyler. 
Därutöver spelade Weibull i många år en viktig roll i flera student- och lundaanknutna organisationer. Som kassör i Akademiska Föreningen blev han 1955–1966 ordförande i dess byggnadskommitté, vilket han från 1960 kombinerade med ledamotskap i Lunds stads byggnadsnämnd. I dessa befattningar hade Weibull en central roll i tidens stora studentbostadsbyggnadsprojekt. Åren 1966–1974 var Weibull även ordförande för hela Akademiska Föreningen. Weibull var vidare först kurator (1944–1945) samt senare inspektor för Malmö nation.
I Knutsgillet innehade han 1975–1978 posten som skattmästare, blev 1978 vice och 1980 ordinarie stolsbroder och var 1987–1990 ålderman.
Martin Weibull avled i sitt hem på Ribersborg i Malmö och jordfästes i Lunds domkyrka. Begravningen förrättades av hans efterträdare som ålderman i Knutsgillet, Carl-Gustaf Andrén.